# 10552 Стокгольм
10552 Стокгольм (10552 Stockholm) — астероїд головного поясу, відкритий 22 січня 1993 року.
Тіссеранів параметр щодо Юпітера — 3,184.
Названо на честь столиці Швеції міста Стокгольм.